# Professional Dreamers
Professional Dreamers är ett album som släpptes 2011 av hip hop-gruppen Looptroop Rockers.  Det föregicks av titellåten som släpptes som singel i början av 2011.

## Låtlista
1. "Don't Wanna Wake Up"
2. "Professional Dreamers"
3. "Any Day"
4. "This Music Sounds Better at Night" (feat. Mastercat)
5. "Do" (feat. Gnucci Banana)
6. "On Repeat"
7. "Sweep Me Away"
8. "Blow Me Away"
9. "Darkness"
10. "El Clasico"
11. "Magic" (feat. Chords)
12. "Late Nights Early Mornings"
13. "Joseph" (feat. Lisa Ekdahl)

## Singlar

### Professional Dreamers
1. "Professional Dreamers"
2. "Professional Dreamers" (instrumental)
3. "Professional Dreamers" (accapella)

### Listplaceringar
| Lista (2011) | Topplacering |
| ------------ | ------------ |
| Sverige      | 8            |

### Fotnoter
1. ↑  ”Svensk mediedatabas”. http://smdb.kb.se/catalog/id/002712036. Läst 17 maj 2011.
2. ↑  Listplacering Arkiverad 5 mars 2016 hämtat från the Wayback Machine.